# ویلیام براس
ویلیام جی. بروس (William J. Bross)‏ (۴ نوامبر ۱۸۱۳–۲۷ ژانویهٔ ۱۸۹۰)، سیاستمدار و ناشر آمریکایی اهل منطقهٔ «سه‌ایالتی» پنسیلوانیا-نیویورک-نیوجرسی بود. او همچنین به عنوان شانزدهمین معاون فرماندار در ایالت ایلینوی انتخاب شده بود.
او پیش از ورود در کالج ویلیامز، با پدرش مشغول تجارت الوار بود. او مدت ده سال در مدارس تدریس کرد و بعد به شهر شیکاگوی ایالت غربی ایلنوی رفت. او قبل از تأسیس روزنامهٔ موفق دموکراتیک پرس مصروف فروش کتاب و فعالیت‌های انتشاراتی بود. به دنبال تشکیل حزب جمهوری‌خواه در سال ۱۸۵۴، بروس یکی از هواداران سرسخت نامزدهای سیاسی آن شد. حمایت او از آبراهام لینکن سبب شد تا برای احراز کرسی معاون فرماندار پیشنهاد شود. او در سال ۱۸۶۵ اسکایلر کولفکس، معاون رئیس‌جمهور آیندهٔ ایالات متحدهٔ آمریکا را در سفری به ایالت غربی کالیفرنیا همراهی و بعدها کتابی در رابطه با این سفر منتشر کرد.

## زندگی‌نامه
ویلیام بروس در ۴ نوامبر سال ۱۸۱۳ در ساسکس، شهرستان شمال‌غربی نیوجرسی به دنیا آمد. او بزرگ‌ترین فرزند از یازده فرزند دیکن موزس بروس و جین (وینفیلد) بروس بود. او به دلیل این‌که چند دقیقه پیشتر از برادر دوقلویش استفان دکاتور بروس به دنیا آمده بود، بزرگ‌ترین فرزند خانواده بود. وقتی آنها نُه ساله بودند، خانوادهٔ شان به منظور ساخت کانال «دلاور و هادسون» به میلفورد پنسیلوانیا نقل مکان کرد. پسران به همراه پدر جهت تهیهٔ الوار برای کانال در نزدیکی شوهلا (منطقهٔ مسکونی در شهرستان پایک، پنسیلوانیا) کار می‌کردند.
بروس در سال ۱۸۳۲ در آکادمی میلفورد ثبت نام کرد و سپس به کالج ویلیامز رفت و با برادر دوقلویش هم‌اتاقی شد. ویلیام بروس یکی از بنیان‌گذاران و پیشگامان انجمن برادری اجتماعی «Delta Upsilon» در کالج ویلیامز بود. او مدت کوتاهی پس از فارغ‌التحصیلی در سال ۱۸۴۳، مدیر «آکادمی ریجبری» در (دهکدهٔ) ریجبری نیویورک شد. بروس در سال ۱۸۴۳ در مدرسهٔ «چستر» پنسیلوانیا به تدریس آغاز کرد و مدت پنج سال در آنجا مصروف به کار بود. بروس در سال ۱۸۴۶ سفرهایش را به سمت ایالت‌های غربی آغاز کرد تا جای بهتری برای اقامت پیدا کند. او در ۱۲ مه سال ۱۸۴۸ به شهر نو ظهور شیکاگو در ایالت ایلینوی رسید و آنجا را برای اقامت انتخاب کرد.
بروس به زودی با «S. C. Griggs ", " Newman ", " Co. publishing house» وارد شراکت شد و کتاب‌فروشی «Griggs, Bross & Co» را تأسیس کرد. این شراکت پس از ۱۸ ماه از هم پاشید. او به همکاری ریو. جی. ای رایت، در پاییز سال ۱۸۴۹ روزنامهٔ مذهبی «Prairie Herald» را منتشر کرد. او نخستین بار در سال ۱۸۵۲ زمانی که با جان ال. اسکریپس، رئیس پُست شیکاگو برای تأسیس نشریهٔ دموکراتیک پرس «Democratic Press» وارد همکاری شد، به موفقیت رسید. این نشریه از دیدگاه‌های دموکراتیک جانبداری می‌کرد؛ دیدگاه‌هایی که با رویکرد حزب (دموکرات) دربارهٔ برده‌داری متفاوت و با «توافق میسوری» استیفان. ای داگلاس در تضاد بود.
در سال ۱۸۵۴، وقتی حزب دموکرات تأسیس گردید، بروس یکی از سخنگویان آن شد. او نخستین همایش پشتیبانی از نامزدی جان. سی فریمونت برای ریاست جمهوری غرب آمریکا را برپا کرد و در شب اعلام نامزدی وی، در پارک «دیربورن» سخنرانی کرد. بروس به جنوب ایالت ایلینوی و به خصوص مناطق طرفدار برده‌داری رفت تا به حمایت از فریمونت کمپین کند. او در مجلس پیشین ایالتی در واندالیای ایلینوی با آبراهام لینکن که هوادار فریمونت بود، آشنا شد و هر دو اکثراً در یک همایش صحبت می‌کردند.
بروس در سال ۱۸۵۵ به عضویت شورای شهر شیکاگو انتخاب شد و مدت دو سال در این سمت خدمت کرد. نشریهٔ دموکراتیک پرس پس از بحران اقتصادی سال ۱۸۵۷ با مشکلات مالی دست‌وپنجه نرم می‌کرد. نشریه در ۱ ژوئیه سال ۱۸۵۸ با نشریهٔ تریبیون ادغام و به روزنامهٔ پرس-تریبون «The Press and Tribune» تبدیل شد. بروس از نامزدی آبراهام لینکن برای پُست ریاست جمهوری حمایت کرد. در سال ۱۸۶۳ به دنبال آغاز جنگ داخلی در آمریکا، بروس در ایجاد هنگ ۲۹ پیاده‌نظام متشکل از سربازان رنگین‌پوست ایالات متحدهٔ آمریکا همکاری کرد. فرماندهی این هنگ را سرهنگ جان. ای بروس، یکی از برادران ویلیام بروز به عهده داشت که در ۳۰ ژوئیهٔ سال ۱۸۶۴ حین محاصرهٔ پترزبورگ کشته شد.
پشتیبانی بروس از نامزدی آبراهام لینکن سبب شد تا او به نمایندگی از حزب جمهوری‌خواه در تکت انتخاباتی ریچارد. جی اوگلزبی برای احراز کرسی معاونت فرمانداری ایالت ایلینوی نامزد شود. او در سال ۱۸۶۵ همراه با شویلر کولفکس، سخنگوی مجلس نمایندگان ایالات متحدهٔ آمریکا هم‌سفر شد تا اوضاع در ایالت غربی کالیفرنیا را بررسی کند. وی دو سال بعد همراه با دخترش به اروپا رفت.

## زندگی خصوصی
بروس در سال ۱۸۳۹، مدتی پس فارغ‌التحصیلی از کالج و به‌دست آوردن نخستین وظیفه، با ماری جین جانسن، دختر جان. تی جانسن ازدواج کرد. ثمرهٔ ازدواج آنان چهار پسر و چهار دختر بود، اما تنها یکی از دختران آن‌ها (جسی) زنده ماند. جسی بروس با هنری دمارست لوید که به روزنامه‌نگار افشاگر معروف بود، ازدواج کرد. ویلیام بروس لوید، نوهٔ (بروس و ماری) یکی از بنیان‌گذران حزب کمونیست کارگری آمریکا بود.
بروس در سال ۱۸۷۹، «بنیاد بروس» را در دانشگاه لیک فارست «Lake Forest University» به یاد پسرش ناتانیل تأسیس کرد. او مبلغ ۴۰ هزار دلار را به منظور سرمایه‌گذاری ده‌ساله برای خرید کتاب «در مورد ارتباطات، روابط، رفتار متقابل هرگونه دانش عملی، تاریخ نژادی و حقایقی پیرامون هر بخشی از دانش به همراه کتب مسیحیت یا کتاب‌هایی که در این مورد نوشته شده بود» به این بنیاد اهدا کرد. متولیان دانشگاه ۶ هزار دلار را به عنوان جایزه برای نویسنده‌ای که بتواند کتابی با در نظر داشتن شرایط مطرح شده بنویسد، درنظر گرفتند. جیمز اور از کالج کلیسای متحد آزاد «United Free Church» با نگارش کتابی زیر نام «مشکلات عهد عتیق» با رجوع به نقدهای اخیر پیرامون این موضوع، برندهٔ این جایزه شد. این سرمایه همچنین دانشگاه را قادر ساخت تا حقوق استادان، هریک: فرانسیس لندی پاتون، مارکوس دادز، جان آرتور تامسون، فردریک. جی بلیس و جوزیا رویس را بپردازد.
بروس به تاریخ ۲۷ ژانویهٔ سال ۱۸۹۰ در شیکاگو درگذشت و در گورستان «روزهیل» به خاک سپرده شد.